# Kurt Van De Wouwer
Kurt Van De Wouwer (Herentals, 24 de setembre de 1971) és un ciclista belga, professional des del 1994 fins al 2006. Actualment és director esportiu de l'equip Lotto-Soudal.

## Palmarès
- 1993
  - 1r al Tríptic de les Ardenes i vencedor d'una etapa
- 1997
  - 1r al Circuito Montañés
  - Vencedor de 2 etapes a la Hofbrau Cup

### Resultats al Giro d'Itàlia
- 2002. 26è de la classificació general

### Resultats a la Volta a Espanya
- 1999. 31è de la classificació general
- 2003. 66è de la classificació general

### Resultats al Tour de França
- 1998. 16è de la classificació general
- 1999. 11è de la classificació general
- 2000. 17è de la classificació general
- 2001. Abandona
- 2003. 62è de la classificació general